# 小行星25276
小行星25276（25276 Dimai）是一颗绕太阳运转的小行星，为主小行星带小行星。该小行星于1998年11月15日发现。

## 轨道参数
小行星25276的轨道半长轴为2.9708405 UA，离心率为0.049。